# 伝えたいことがあるんだ (小田和正のアルバム)
『伝えたいことがあるんだ』（つたえたいことがあるんだ）は、1997年11月21日にリリースされた、小田和正通算2作目のベスト・アルバム。

## 解説
“Little Tokyo”レーベル設立以降リリースされたシングル「Lttle Tokyo」から当時の最新シングル「緑の街」までのうち「緑の日々」を除く全シングルのメイントラック（うち1枚はカップリングも含む）を収録、ソロ・アーティストとしてのひとつの大きなサイクルをシングル曲という切り口で1989年からの8年間を集大成したヒストリー・アルバム。
M-1「緑の街」以降は発表年代順に収録されている。曲によってはこのアルバムへの収録に際し、演奏楽器の差し替えやボーカルの再レコーディングがあるなど、単なるアンソロジーしてでなく1997年時点での小田和正の「現在」を知ることが出来る内容になっている。
ブックレットの各ページには歌詞およびミュージシャンズ・クレジットの他、それぞれのシングルのジャケットの一部が背景にレイアウトされている。

## 収録曲
1. 緑の街[注釈 2]  –  (4:15)[1]
  - 小田和正第2回監督作品「緑の街」主題歌
  - 自身の監督による同名映画の主題歌。当初はゴスペル風やピアノだけといったいくつかのアレンジのアイディアがあったものの、映画のラストに流れることを考えてオーケストラ・アレンジでまとめられた。“緑”とは若葉の季節という時間の意味で、そこにはすべての可能性が含まれているということを示唆したものという。
2. Little Tokyo[注釈 3]  –  (4:08)[1]
  - ネスカフェ新ゴールドブレンドCMソング
  - ソロになって最初のシングルでオフコース時代にはあまりなかったシャッフル・ビートの曲。個人レーベル設立時にレコード会社と揉め、「嫌われて風当たりが強くても、野武士になって頑張ろう」という気持ちを込めて作ったという。このアルバム収録に際しボーカル録り直している。また、何度かライブで取り上げた時に“歯切れの悪さを感じた”ため、歌い出しである1サビの歌詞の一部が省略され、ドラムロールからスタートしている。シングルはドラムロールのままフェードアウトしているがここではカットアウトされて、曲間無しで次曲に繋げられている。
3. 君にMerry Xmas[注釈 4]  –  (5:26)[1]
小田にとって、自分なりのクリスマス・ソングを書いたらどうなるかと思って書かれた曲。「結果としてブルーな感じの曲になったけれど、いずれは明るい感じのクリスマス・ソングも書きたい」とも思っているという。この曲はその後1995年にリテイクされ[注釈 5]、小田自身が弾いていたギターがマイケル・トンプソンのものに差し替えられた。さらにドラムとベースを生演奏に変え、アコースティック・ピアノがエレクトリック・ピアノに差し替えられた。ここにはその’95年版が収録されている。曲間無しで前の曲から繋がっている為、このトラックの冒頭部分で前の曲の終わりの部分が一瞬聴こえる。
4. 恋は大騒ぎ[注釈 6]  –  (4:18)[1]
  - 第一生命パスポート21テーマソング
  - モータウンビートのハネた感じが欲しくて作られた曲。この曲をつくった頃、「強さを犠牲にして成立する淡い感じではなく、シンプルで意図がはっきりわかる下世話なものにしよう」という意識を強く持っていたという。ここではドラムとベースを打ち込みから生演奏に差し替えられ、ボーカルを録り直している。この曲もエンディングがカットアウトされている。
5. Oh! Yeah![注釈 7]  –  (4:26)[1]
  - 第一生命’91テーマソング
  - 第一生命のCMソングに使用され、CMでは映像も小田自身が手がけている。この曲もエンディングがカットアウトされている。
6. ラブ・ストーリーは突然に[注釈 7]  –  (4:53)[1]
  - フジテレビ系ドラマ「東京ラブストーリー」テーマソング
  - ドラマ『東京ラブストーリー』主題歌のオファーを受けて作られた曲。この曲について小田は、「あのタイミングでああいうかたちで受け入れられたことはすごくラッキーだった。あの曲があったから映画とかその後のことがやりやすくなった」と振り返っている。また、この曲は三連打が入っていることも含めカンツォーネだとも語っていた。
7. あなたを見つめて[注釈 8]  –  (4:07)[1]
  - TBS系「筑紫哲也 NEWS23」エンディングテーマソング
  - 第1回映画監督作品『いつか どこかで』の主題歌として書かれた曲。この曲について「仕方がないこととはいえ、当時は一生懸命に作っても時間が経つとアレンジが気になって」しまい、結果としてアルバム『sometime somewhere』[注釈 9]収録のインスト・ヴァージョンのほうが仕上がりに納得しているという。本作収録に際し、エレクトリック・ピアノがアコースティック・ピアノに差し替えられている。
8. いつか どこかで[注釈 10]  –  (4:14)[1]
  - 第一生命パスポート21テーマソング
  - これも、映画『いつか どこかで』のために書かれた曲。「あなたを見つめて」が大袈裟な茫洋とした曲だったので、これはポップにしようと思って書いたという。ここではシングル収録時よりもフェードアウトが早い。
9. そのままの君が好き[注釈 11]  –  (6:01)[1]
  - アニメーション映画「走れメロス」テーマソング
  - 小田自身が音楽監督を務めたアニメ『走れメロス』のために書かれた曲。ライブで演奏した時に曲の持つニュアンスが少し変わったため、『MY HOME TOWN』[注釈 12]収録に際し頭にイントロが付けられた。このアルバムにはそのヴァージョンで収録されている。
10. 風の坂道[注釈 13]  –  (4:06)[1]
  - SHARP液晶ビューカム TV CMイメージソング
  - レコーディングの前日に曲のイメージが浮かび、スタジオに着いてからすぐに作り始めて次の日にはほとんど出来たという。小田は「自分の気持ちに素直に作った曲」だと、後に語っている。
11. 真夏の恋[注釈 14]  –  (5:09)[1]
  - 日本テレビ系ドラマ「遠山金志郎美容室」主題歌
  - ドラマ『遠山金志郎美容室』主題歌としてのオファーを受けて作られた曲。小田は、主演の西田敏行というキャラクターとのミスマッチを狙って作ったが、実際にはミスマッチな使い方をされなかったと感じたという。自分なりに一生懸命に作ったものの、自分が監督でないがゆえの悲哀を感じたとも語っている。このアルバムへの収録に際し、ボーカルが録り直されている。
12. so long my love[注釈 15]  –  (5:22)[1]
1995年のコンサートツアー“FUN MORE TIME!”のオープニングナンバーとして書かれた曲で、レコーディングには小田のバンドFar East Club Bandが参加している。イントロはバート・バカラックのようなスタンダードな感じを今のポップスに持ち込んだらどうなるかというイメージから作られた。
13. 君との思い出[注釈 16]  –  (5:07)[1]
ループものをやってみたいというところで作られた曲。セルフカバー・アルバム『LOOKING BACK』[注釈 17]に新曲として収録された。
14. 遠い海辺[注釈 18]  –  (5:20)[1]
  - 映画「緑の街」挿入歌 ⁄ フジテレビ系「おはよう!ナイスデイ」エンディングテーマ
  - 映画『緑の街』の劇中劇の主題歌として書かれた8分の6拍子の曲で、劇中劇の中で2人が出逢うシーンに使われた。最初キーは低くしようと思っていたが結果的に、作っているうちに高くなってしまったと、小田は後に語っている。
15. 伝えたいことがあるんだ[注釈 19]  –  (4:27)[1]
  - TBS系金曜ドラマ「最後の恋」主題歌
  - 自分の中に最初からあった“伝えたいことがあるんだ”という言葉から広げて作っていった曲。サビは「ラブ・ストーリーは突然に」と対を張れる感じを意識したといい、ライブでこの曲は「ラブ・ストーリー〜」と続けて演奏されることが多い。曲作りには紆余曲折があったものの、ドラマのオファーがなければ作らなかったかもしれないので、その意味では良かったと後に語っている。

## クレジット
- all songs written & arranged by KAZUMASA ODA
- recorded by BILL SCHNEE, YOSHIHIDE MIKAMI
- synthesizer programming by HIDEKI MOCHIZUKI

### 緑の街
- KINBARA CHIEKO GROUP：strings
- TOMOYUKI ASAKAWA：harp
- HIROYUKI MINAMI：horn
- ERIC MIYASHIRO：trumpet
- SHIRO SASAKI：trumpet
- MANSAKU KIMURA：cymbal
- & K.ODA

### Little Tokyo
- MANSAKU KIMURA：drums
- NATHAN EAST：bass
- YOSHIYUKI SAHASHI：guitars
- & K.ODA

### 君にMerry Xmas
- MANSAKU KIMURA：drums
- NATHAN EAST：bass
- LUIS CONTE：percussions
- MICHAEL TOMPSON：guitars
- YOSHIYUKI SAHASHI：guitars
- & K.ODA

### 恋は大騒ぎ
- MANSAKU KIMURA：drums
- NATHAN EAST：bass
- LUIS CONTE：percussions
- YOSHIYUKI SAHASHI：guitars
- EPO：b.g.v.
- & K.ODA

### Oh! Yeah!
- NATHAN EAST：bass
- YOSHIYUKI SAHASHI：guitars
- MASAYUKI SUZUKI：b.g.v.
- CHIKUZEN SATOH：b.g.v.
- & K.ODA

### 「ラブ・ストーリーは突然に」
- YOSHIYUKI SAHASHI：guitars
- CHIKUZEN SATOH：b.g.v.
- & K.ODA

### あなたを見つめて
- KINBARA CHIEKO GROUP：strings
- YOSHIYUKI SAHASHI：guitars
- & K.ODA

### いつか どこかで
- NATHAN EAST：bass
- YOSHIYUKI SAHASHI：guitars
- & K.ODA

### そのままの君が好き
- CHIAKI YOSHIIKE：bass
- CURT BISQUERA：hi hat&cymbal
- YOSHIYUKI SAHASHI：guitars
- ROSE STONE：b.g.v.
- MERVYN WARREN：b.g.v.
- RODNEY SAULSBERRY：b.g.v.
- CHIKUZEN SATOH：b.g.v.
- & K.ODA

### 風の坂道
- NATHAN EAST：bass
- LUIS CONTE：percussions
- YOSHIYUKI SAHASHI：guitars
- CHIKUZEN SATOH：b.g.v.
- & K.ODA

### 真夏の恋
- MANSAKU KIMURA：drums
- KAORU YAMAUCHI：bass
- LUIS CONTE：percussions
- YOSHIYUKI SAHASHI：guitars
- KEIZO NAKANISHI：b.g.v.
- & K.ODA

### so long my love
- MANSAKU KIMURA：drums&percussions
- KAORU YAMAUCHI：bass
- NAOKI KURIO：organ
- MITSUHIRO SONOYAMA：sax
- KAZUYA TAKAYAMA：guitars
- & K.ODA

### 君との思い出
- NATHAN EAST：bass
- LUIS CONTE：percussions
- YOSHIYUKI SAHASHI：guitars
- & K.ODA

### 遠い海辺
- MANSAKU KIMURA：drums
- NATHAN EAST：bass
- LUIS CONTE：percussions
- YOSHIYUKI SAHASHI：guitars
- CHIKUZEN SATOH：b.g.v.
- & K.ODA

### 伝えたいことがあるんだ
- MANSAKU KIMURA：drums
- NATHAN EAST：bass
- LUIS CONTE：percussions
- YOSHIYUKI SAHASHI：guitars
- & K.ODA

### スタッフ
- produced by KAZUMASA ODA
- mixed by BILL SCHNEE
- Directed by TOMOAKI KINOSHITA
- Little Tokyo Label producer：HIDEKI TANABUKI
- art direction & design：AKIHIRO ISHIKAWA